# Mount-Martin-Nationalpark
Der Mount-Martin-Nationalpark (englisch Mount Martin National Park) ist ein 22 Quadratkilometer großer Nationalpark in Queensland, Australien.

## Lage
Er liegt südlich des Bruce Highway, 32 Kilometer nordwestlich von Mackay und 90 Kilometer südlich von Airlie Beach. Im Nationalpark gibt es keine Straßen, Wanderwege oder sonstige Besuchereinrichtungen.
In der Nachbarschaft liegen die Nationalparks Eungella, Mount Ossa, Bluff Hill und Pioneer Peaks.

## Geländeformen
Der Mount-Martin-Nationalpark umfasst eine bis zu 490 Meter hohe, aus Granit bestehende Hügelkette, die sich aus der Küstenebene erhebt. Sie bildet eine natürliche Verbindung zwischen höheren landeinwärts gelegenen Clarke und Conners Ranges und der küstennahen Tiefebene.

## Flora und Fauna
Die Vegetation besteht hauptsächlich aus tropischem Regenwald mit einer zunehmenden Zahl von Neuguinea-Araukarien (engl.: Hoop Pines).
Im Park sind bedrohte (engl.: near threatened) Vogelarten wie der Weißbrauenhabicht und Ruß-Austernfischer beheimatet.